# Jerusalem, min elskede
Jerusalem, min elskede er en dansk dokumentarfilm fra 2005, der er instrueret af Jeppe Rønde.

## Handling
Filmen handler om troens kompromisløse beskaffenhed i Jerusalem. Instruktørens søgen efter tro bliver her den 'lille historie', der afspejler Jerusalems 'store historie' - en historie om tab, fortrængning og kærlighed. Filmens ydre spor følger tre profeter og deres dagligdag midt i Jerusalems vold. Hver især repræsenterer de byens tre monoteistiske religioner: den jødiske velgørenhedsarbejder, Israel, den muslimske narkobehandler, Muhammad, og den amerikanske gadeprofet, Ted. Vidt forskellige mænd, der hver for sig har planer med instruktøren. Filmens indre spor følger således instruktørens egen eksistentielle udforskning af tro. Han ses undergå hypnose i jagten efter en forklaring på, hvorfor hans elskede Jerusalem, og disse mænd fik ham til at miste sin tro.